# Língua toba
Toba é uma língua guaicuru falada na América do Sul pelo indígenas toba. Na Argentina está mais intensamente dispersa no leste das províncias de Formosa e Chaco numa população de cerca de 19.810 pessoas (Censo 2000). A língua também é conhecida como: Chaco Sur, Qom, Toba Qom, Toba Sur. A língua é diferente da Toba-Pilagá e da Toba-Maskoy do Paraguai. Há ainda cerca de 150 Tobas na Bolívia, onde são chamados de Qom, e no Paraguai, onde são chamados de Qob ou Toba-Qom.

## Escrita
A língua toba usa uma forma do alfabeto latino desenvolvida por missionários, qual tem as vogais A, E, I e O curtas e longas (duplas). Não tem as consoantes B, D, F, V, W, X, Z isoladas.  Apresenta as formas Ch/Č/C, H/J, K/C/Qu/ Ly/Ly, Ñ, S/Z/C, Sh/š/X

## Amostra de texto
'Enauac na naaxat shiỹaxauapi na mayipi huesochiguii qataq 'eeta'a't da l'amaqchic qataq da 'enec qataq ỹataqta ỹaỹate'n naua lataxaco qataq nua no'o'n nvilỹaxaco, qaq ỹoqo'oyi iuen da i 'oonolec ỹataqta itauan ichoxoden ca lỹa
Português
Todos os seres humanos nascem livres e iguais em dignidade e direitos. São dotados de razão e consciência e devem agir em relação uns aos outros com espírito de fraternidade. (Artigo 1° da Declaração Universal de Direitos Humanos)